# Siganus magnificus
Espèce
Synonymes
- Lo magnifica[2]
- Lo magnificus Burgess, 1977[1]
- Siganus magnifica[2]

Statut de conservation UICN

 LC  : Préoccupation mineure
Siganus magnificus, communément appelé le Sigan magnifique, est une espèce de poissons marins originaire de l'océan Indien oriental. Il est parfois disponible dans le commerce aquariophile. Il atteint 24 cm de longueur.